# Синюха голубая
Синю́ха голуба́я, или Синюха лазо́ревая, или Синюха лазу́рная (лат. Polemónium caerúleum, устаревший вариант Polemonium coeruleum) — вид растений рода Синюха (Polemonium) семейства Синюховые (Polemoniaceae).

## Ботаническое описание

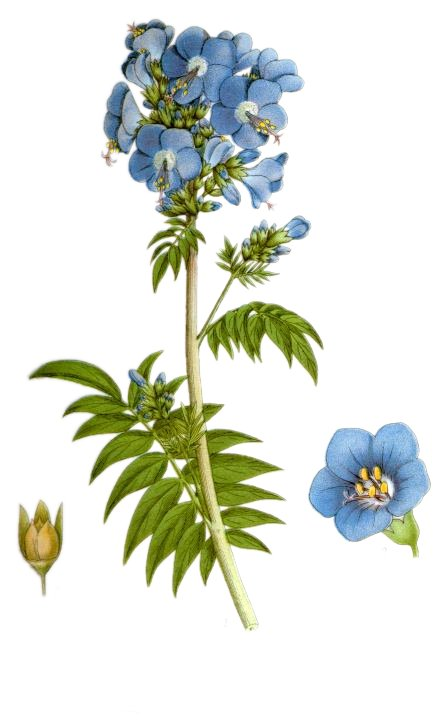

Многолетнее травянистое растение высотой 35—140 см.
Корневище длиной 3—5 см, горизонтальное, неразветвленное, с многочисленными тонкими придаточными корнями.
Стебли одиночные, прямостоячие, полые, неясно ребристые, простые или в верхней части ветвистые.
Листья очерёдные, непарноперистые, голые; нижние — черешковые с 15—27 долями, верхние — сидячие и более мелкие; листочки продолговато-ланцетовидные, заострённые.
Цветки от голубых до фиолетовых, изредка белые; собраны в метельчатые соцветия на концах стеблей. Чашечка с пятью лопастями. Венчик широко раскрытый, колесовидно-колокольчатый с пятилопастным отгибом. Тычинок пять; пестик один, с верхней завязью, длинным столбиком и трёхраздельным рыльцем. Цветёт в июне — июле, начиная со второго года жизни, в течение 15—20 дней.
Плод — трёхгнёздная, почти шаровидная коробочка. Семена многочисленные, тёмно-коричневые или чёрные, угловатые, узкокрылатые или изогнуто-продолговатые, длиной 3 мм. Семена созревают в августе — сентябре.

## Распространение и экология

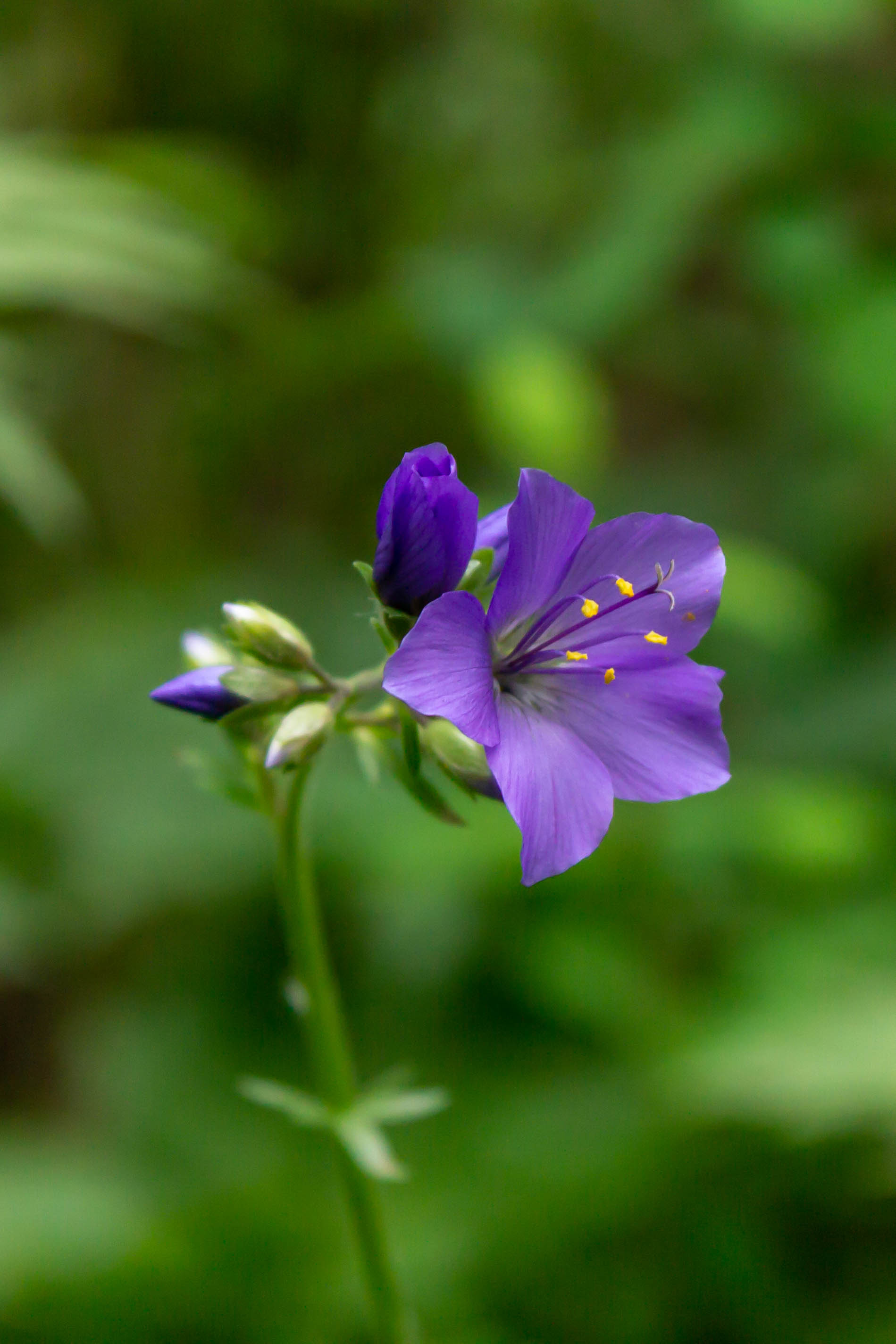
Цветок в Шинтургеньском ущелье, Казахстан

Синюха голубая распространена в европейской части России, Западной Сибири, на юго-западе Восточной Сибири, на Кавказе.
Культивируется в Белоруссии.
Растёт в лесной и лесостепной зонах на богатых перегноем почвах, в сырых местах, по заболоченным лугам и берегам рек, по негустым лесам, их опушкам, среди кустарников, одиночно или небольшими группами.
В год посева образует прикорневую розетку листьев, со второго года жизни начинает плодоносить. Может долго возделываться на одном месте. Хорошо приспособлена к холодным климатическим условиям. В Московской области в течение 17 лет (1933—1950) не было зарегистрировано случаев вымерзания растений.
Распространение согласно данным информационной системы любительских наблюдений iNaturalist.

## Химический состав
Корневища и корни содержат 20—30 % тритерпеновых пентациклических сапонинов группы β-амирина (полемонозиды), агликоны которых представлены преимущественно эфирами высоко-гидроксилированных тритерпеновых спиртов: лонгиспиогенола (I), AR1-барригенола (II), R1-барригенола (III), камеллиагенина E (IV), смолы, органические кислоты (1,28 %), следы эфирного масла.

## Значение и применение
В качестве лекарственного сырья используют корневище с корнями синюхи голубой (лат. Rhizoma cum radicibus Polemonii), которые собирают осенью или рано весной, очищают от надземной части, промывают от земли и высушивают.
Препараты из корней и корневищ в виде настоя или отвара и в виде таблеток сухого экстракта применяются в медицине как отхаркивающее средство при заболеваниях дыхательных путей, особенно при хронических бронхитах и как седативное средство. Действует в 8—10 раз сильнее валерианы лекарственной (Valeriana officinalis L.). В комбинации с сушеницей болотной применяется при лечении язвы желудка и двенадцатиперстной кишки.
Охотно поедается алтайским маралом (Cervus elaphus sibiricus Severtzow). Поедается пятнистым оленем (Cervus nippon).
Используется в декоративном садоводстве.

### В пчеловодстве
Хороший летний медонос (в Сибири один из главных таёжных медоносов) и хороший пыльценос. В пересчёте на сахар продуктивность нектара посевов синюхи составляет 184 кг/га (Н. П. Смарагдова). Мёдопродуктивность в Кемеровской области составляет 70 кг/га, в Томской области — свыше 100 кг/га. По данным М. М. Глухова, мёдопродуктивность растения — 200 кг/га, по данным Т. Н. Балабановой — 75-105 кг/га. Один цветок накапливает до 0,280 мг сахара. В солнечные дни на 1 м² можно насчитать до 35 пчёл. Продуктивность пыльцы достигает 315 кг/га. Высокая пыльцевая продуктивность и средняя мёдопродуктивность делают синюху важной культурой в системе нектароносного конвейера. При создании непрерывного нектароносного конвейера посевы целесообразно сочетать с посевами многоколосника фенхельного. При этом они непрерывно цветут около 120 дней.
В 2008 году на подопытном участке НИИ пчеловодства изучали влияние удобрений на продуктивность посевов синюхи голубой. Минеральные удобрения оказали слабое влияние на число цветков на одном побеге. Внесение навоза увеличило количество растений на единице площади по сравнению с контролем в 2,5 раза. Внесение минеральных удобрений увеличило продуктивность пыльцы в 1,9—2,6 раза в зависимости от дозировки. С внесением минеральных удобрений в 1,2—1,4 раза увеличилась урожайность семян. Минеральные удобрения без навоза увеличили количество пчёл на 100 м² на 42,9—58,7 %. Внесение навоза увеличило количество пчёл на 100 м² на 42,2 % и достигло максимума при внесении обоих видов удобрений.

## Классификация

### Таксономическое положение
- Polemonium caeruleum L., 1753, Sp. Pl. : 162

Вид Синюха голубая относится к роду Синюха (Polemonium) семейства Синюховые (Polemoniaceae) порядка Верескоцветные (Ericales) и включается кладу Астериды, последовательно входящую в более крупные клады Суперастериды → Эвдикоты → Цветковые растения. Таксономическая схема в соответствии с Системой APG IV по состоянию на декабрь 2023 года:
|  |                          |  |                                   |                                   |                     |  | еще 21 семейство | еще 21 семейство |                |  |                         |  | еще 40 подтвержденных видов и 24 вида в статусе "неподтвержденных" | еще 40 подтвержденных видов и 24 вида в статусе "неподтвержденных" |  |
|  |                          |  |                                   |                                   |                     |  | еще 21 семейство | еще 21 семейство |                |  |                         |  | еще 40 подтвержденных видов и 24 вида в статусе "неподтвержденных" | еще 40 подтвержденных видов и 24 вида в статусе "неподтвержденных" |  |
|  |                          |  |                                   | порядок Верескоцветные            |                     |  |                  |                  | род Синюха     |  |                         |  |                                                                    |                                                                    |  |
|  |                          |  |                                   | порядок Верескоцветные            |                     |  |                  |                  | род Синюха     |  | 4 внутривидовых таксона |  |                                                                    |                                                                    |  |
|  | клада Цветковые растения |  |                                   |                                   | семейство Синюховые |  |                  |                  | Синюха голубая |  |                         |  |                                                                    |                                                                    |  |
|  | клада Цветковые растения |  |                                   |                                   |                     |  |                  |                  |                |  |                         |  |                                                                    |                                                                    |  |
|  |                          |  | ещё 63 порядка цветковых растений | ещё 63 порядка цветковых растений |                     |  |                  | еще 26 родов     | еще 26 родов   |  |                         |  |                                                                    |                                                                    |  |
|  |                          |  |                                   | ещё 63 порядка цветковых растений |                     |  |                  |                  | еще 26 родов   |  |                         |  |                                                                    |                                                                    |  |

### Внутривидовые таксоны
- Polemonium caeruleum f. hidakanum (Koji Ito) Koji Ito
- Polemonium caeruleum f. insulare Koji Ito
- Polemonium caeruleum subsp. himalayanum (Baker) H.Hara
- Polemonium caeruleum var. nipponicum (Kitam.) Koji Ito

### Синонимы
- Polemonium album Fisch.
- Polemonium caeruleum subsp. caeruleum
- Polemonium caeruleum var. caeruleum
- Polemonium caeruleum var. laxiflorum Regel
- Polemonium dissectum Rchb.
- Polemonium frolovianum Fisch. ex Herder
- Polemonium gracile Willd.
- Polemonium lacteum Lehm.
- Polemonium lanatum Pall.
- Polemonium sibiricum D.Don
- Polemonium vulgare Gray